# Joint-stereo
Joint-Stereo je režim zpracování zvukového záznamu v datovém proudu, který umožňuje dosáhnout kompatibilitu s monofonními zařízeními, snížit objem přenášených informací, případně zvýšit kvalitu signálu. Místo přenosu levého a pravého kanálu se přenáší součtový a rozdílový signál. Součtový signál lze přímo reprodukovat na monofonních zařízeních, rozdílový signál, který zajišťuje stereofonní efekt, má v mnoha případech malou amplitudu, takže jej lze účinně komprimovat, případně jej lze přenášet méně kvalitním kanálem. Původní kanály stereofonního signálu pro reprodukci se získají přičtením a odečtením rozdílového signálu od součtového. Podobné postupy lze použít i při přenosu vícekanálového signálu, v ojedinělých případech i pro jiné než akustické signály. Samotné využití spojeného sterea je metodou, která umožňuje ušetřit přenosovou kapacitu média, aniž by došlo ke ztrátě kvality signálu. Je-li však spojena se ztrátovou kompresí, jako je MP3, nebo WMA (kromě variant označovaných jako Lossless) a podobnými, vede ke snižování kvality výsledného zvuku. Joint stereo je jednou z metod jak přenášet nebo ukládat zvukový signál s minimálními nároky, aniž by se znatelně snížila kvalita výsledného zvuku.